# Overwatch
Overwatch és un videojoc de trets en primera persona desenvolupat per la companyia Blizzard Entertainment. Va ser llançat el maig del 2016 per a Microsoft Windows, Playstation 4 i Xbox One.
En una partida d'Overwatch hi ha dos equips de 6 persones cadascun. Cada jugador ha d'escollir un dels personatges (anomenats herois dins del videojoc) amb habilitats i moviments únics. Els herois estan dividits en tres classes segons el seu estil de joc: atac, tanc i suport. Cada equip ha de treballar de manera conjunta per atacar o defensar punts o enpènyer una càrrega de control que es troben en zones estratègiques dels diversos mapes. Els jugadors acumulen punts d'experiència que els atorga recompenses estètiques que no afecten l'acompliment del joc. Aquestes recompenses poden ser “skins” que poden ser: Normals, comuns, èpiques, llegendàries.
Overwatch fou anunciat el 7 de novembre de 2014 durant la BlizzCon 2014 i la seva versió beta tancada va ser estrenada el 27 d'octubre de 2015. La data de llançament de la beta del videojoc va durar des del 5 de maig fins al 9 de maig, la qual va estar disponible per a tots els jugadors.

## Rols
Els personatges d'Overwatch es divideixen en tres grups (dins dels quals hi ha subtipus, franctirador, assassí, tirador, etc.): Dany, Suport i Tanc. Cada heroi posseeix habilitats úniques depenent del seu rol. La primera aparició d'un personatge d'Overwatch llançat en un videojoc va ser en Heroes of the Storm.
Dany: Els personatges d'aquesta categoria gaudeixen d'una gran mobilitat i són característics per causar gran quantitat de dany en un breu període. En tenir gran quantitat de dany, els herois ofensius no tenen punts de defensa. Alguns s'especialitzen en protegir i dominar punts estratègics del mapa.
Tanc: Els tancs són els personatges que major nombre de defenses i vida tenen. La seva funció principal és protegir els aliats del dany massiu dels enemics, interceptant el dany.
Suport: Els personatges de suport, també coneguts com a "Support", són essencials en la partida. Aquests personatges apliquen efectes de curació, escuts, invulnerabilitats o qualsevol altre tipus d'avantatge per als personatges aliats. També debiliten els personatges enemics amb les seves habilitats, així els aliats podrien prendre el control dels enemics fàcilment.
Els jugadors poden canviar de personatge durant el joc després de morir, cosa que és incentivat pel disseny general del joc.

## Personatges

### Tanc
- D.VA
- ORISA
- REINHARDT
- ROADHOG
- SIGMA
- WINSTON
- WRECKING BALL
- ZARYA

### Atac
- ASHE
- BASTION
- DOOMFIST
- ECHO
- GENJI
- HANZO
- JUNKRAT
- MCCREE
- MEI
- PHARAH
- REAPER
- SOLDADO: 76
- SOMBRA
- SYMMETRA
- TORBJÖRN
- TRACER
- WIDOWMAKER

### Suport
- ANA
- BAPTISTE
- BRIGITTE
- LÚCIO
- MERCY
- MOIRA
- SYMETRA
- ZENYATTA

## Modes de joc
Overwatch es caracteritza per tenir combats en equip en què s'enfronten dos equips de sis jugadors. Els jugadors trien un heroi dels personatges existents. Actualment el joc té quatre modes de joc principals.
Atac: L'objectiu de l'equip atacant és capturar objectius crítics, mentre que el de l'equip defensor és mantenir-los sota el seu control fins que s'esgoti el temps.
Escolta: L'objectiu de l'equip atacant és traslladar una càrrega a un punt de lliurament. L'equip defensor ha d'impedir el progrés dels altres fins que s'esgoti el temps.
Control: Dos equips lluiten per capturar i mantenir un únic objectiu alhora. El primer que guanyi dues rondes guanya la partida.
Assalt / Escolta: L'objectiu de l'equip atacant és capturar una càrrega i després traslladar-la a un punt de lliurament. L'equip defensor ha d'impedir el seu progrés.
Competitiu: Aquesta manera de joc recull les maneres de joc anteriors (Les maneres on hi ha un equip atacant i un defensor es fan dues rondes alternant el paper de l'equip guanyant l'equip que va dur un progrés més eficient de l'objectiu) però afegeix un sistema de " rànquings "en el qual es plasma l'habilitat i les estadístiques dels jugadors. A més habilitat, més nivell. Aquests "rànquings" es divideixen en diverses categories les quals els jugadors han d'anar escalant millorant les seves estadístiques i augmentant els seus punts d'habilitat per anar accedint a millors categories.
Arcade: Són diverses maneres de joc no principals que donen premis cada cert nombre de victòries i també incrementen experiència. Els jocs inclouen partides ràpides que tenen elements modificats (com treure el límit de selecció, mínima gravetat, una selecció a l'atzar de personatge, o reduir el refredament d'habilitats), també inclou modes de joc molt diferents com el Joc d'eliminació (els jugadors són eliminats al moment de morir guanyant l'equip que romangui amb més membres vius) jocs a mort (l'objectiu en comú de les seves variants que van dese a equips a trobades 1vs1 o de vuit jugadors tots contra tots és reunir un nombre determinat d'eliminacions), captura a la bandera, més de maneres anomenats "trifulgues" que es presenten per temps limitat cada cert esdeveniment destacant els de l'esdeveniment "arxius" que són bàsicament una manera història.
Creadora de partides: es poden crear i accedir partides personalitzades donant-li la llibertat als jugadors manipular tant als mapes com als personatges.

## Mapes
Els mapes del videojoc s'inspiren en llocs del món real; i els primers tres mapes revelats al públic van ser «King 's Row», «Hanamura», i «Temple of Anubis», inspirats en Londres, el Japó i les ruïnes de l'antic Egipte, respectivament.
Hi ha 17 mapes en el joc per partides ràpides i 9 mapes per partides competitives que estan en rotació constant cada 3 mesos, els quals es divideixen en els quatre modes de joc principals:
"Assalt"
- Temple d'Anubis (Egipte)
- Hanamura (Japó)
- Indústries Volskaya (Rússia)
- Colònia espacial "Horizon" (la lluna)

"Escolta"
- Observatori: Gibraltar (marcat amb la bandera d'Overwatch)
- "Dorado" (Mèxic)
- Ruta 66 (EUA)
- Junkertown (Austràlia)
- Rialto (Venècia, Itàlia)

"Control"
- Torre Lijiang (Xina)
- Ilios (Grècia)
- Nepal (regió de l'Himàlaia)
- Oasis (Iraq)
- Busan (Corea del Sud)

"Assalt / Escorta"
- King's Row (Regne Unit)
- Numbani (bandera fictícia, se situa prop de Nigèria)
- Hollywood (EUA)
- Eichenwalde (Alemanya)
- Blizzard World (mon de world of warcraft)

Mapes especials per modes de joc "Arcade"
- Ayutthaya (Tailàndia) és un mapa especial per al mode de joc de captura la bandera.

Camps de Batalla per a jocs tipus duel de pocs jugadors (1vs1 a 3vs3).
- Selva Negra (Alemanya)
- Ecobase: (Antàrtida)
- Necròpolis (Egipte)
- Castillo (Mèxic)

Chateau Guillard (França) i Petra (Jordània) són mapes exclusius per al tots contra tots (un enfrontament en la qual s'enfronten 8 o 12 jugadors entre si i guanya el que faci 20 eliminacions o el que en tingui més quan s'acabi el temps)